# Ruta 413 (Costa Rica)
La Ruta 413, oficialmente Ruta Nacional Terciaria 413, es una ruta nacional de Costa Rica ubicada en la provincia de Cartago.

## Descripción
En la provincia de Cartago, la ruta atraviesa el cantón de Turrialba (los distritos de La Suiza, Tres Equis).